# Rosaleen Norton
Rosaleen Norton (2 de octubre de 1917 – 5 de diciembre de 1979) fue una artista australiana, ocultista y bruja. “Roie” Norton nació en Dunedin, Nueva Zelanda, pero se trasladó con su familia a Sídney, Australia, en junio de 1925. Desde que era una niña tuvo una conexión muy poderosa con el mundo de lo oculto y empezó a experimentar con la autohipnosis en 1940; mediante estos experimentos alcanzaba estados de conciencia alterados que le permitían establecer un vínculo más poderoso con otra esfera espiritual.

## Primeros años
A los 15 años ya le publicaban historias de horror en el diario local, no tardaría muchos años en ser conocida en la bohemia australiana por sus dibujos y pinturas, en ellas expresaba verdaderas orgías de simbología en las que se mezclaban elementos freudianos, en boga en la época, paganismo grecorromano, fantasía propia y elementos de magia negra.
Alrededor de 1951 Roie era muy conocida en su ciudad. Se desenvolvía con éxito en la atmósfera bohemia de Kings Cross, el barrio de los artistas de Sídney, dónde sus murales y pinturas decoraban los cafés, como el Kashmir o el Apollyon. Las galerías se peleaban para comerciar con sus obras tan provocativas y sensuales como populares. Fue una mujer avant la lettre, avanzada a su tiempo, iniciada en múltiples disciplinas, como el Boustrephedon, un tipo de escritura Cabalística, en que las letras son substituidas por una serie de elementos que transcriben estados espirituales, la predicción y la adivinación, la magick...

## Escándalo y fama
En agosto de 1951 la policía clausuró una exhibición de sus obras y decomisaron cuatro de sus cuadros. Rosaleen fue llevada a juicio por la Corona Inglesa: El gobierno alegaba que sus obras podían “depravar y corromper la moral de aquellos que las veían”, además alegaron que "estaban fuertemente inspiradas por la demonología medieval". Finalmente los cargos fueron rechazados. Era la primera de una serie de acciones de la justicia contra su obra.
En 1952 Walter Glover publicó un bello ejemplar en cuero de sus pinturas, acompañadas de poemas de su amigo íntimo Gavin Greenlees. Glover fue hallado culpable de publicar una obra “obscena”, algunas páginas fueron censuradas y los libreros se negaron a venderlo. Los diarios publicaron que aquel libro fue el “más escandaloso ejemplo de obscenidad publicada hasta la fecha en Australia”. Copias de su obra fueron enviadas a Nueva York, allí el Departamento Comercial de los Estados Unidos los confiscaron y quemaron.
La fama conseguida por estos escándalos hicieron que Norton se convirtiese en una de las víctimas favoritas de la prensa amarilla. Esta la llamaba “La Bruja de Kings Cross” e historias de brujería, misas negras, ritos de magia sexual y, por supuesto, satanismo, empezaron a aparecer de forma regular en los periódicos y revistas. “Roie Norton” era un nombre familiar para los australianos.
En 1955 una adolescente sin casa fue recogida de la calle por la policía presentando un estado lamentable debido a, según ella, haber sido obligada a participar en una Misa Negra oficiada por Rosaleen, más tarde la chica admitió que todo era una mentira pero ya era demasiado tarde, los diarios se cebaron en nuestra protagonista y ese mismo año publicaron fotografías pornográficas de ella y un compañero suyo realizando, según ellos, “actos antinaturales”. Dos años más tarde su amigo Gavin fue diagnosticado de esquizofrenia y encerrado.

## Persecución de la censura
El famoso compositor y director de orquesta inglés, Sir Eugene Aynsley Goossens, era un gran amigo y asociado de Rosaleen Norton y Gavin Greenlees. Gossens fue el director musical de la ABC, de la Sydney Symphony Orchestra y el jefe del NSW State Conservatorium of Music. En 1957 fue detenido en el aeropuerto de Sídney acusado de intentar pasar por la aduana “artículos prohibidos”, entre estos había máscaras ceremoniales, objetos rituales y, además, fotos “pornográficas”. El escándalo público llevó a Goossens a perder su trabajo y se le obligó a volver a Inglaterra, donde murió cinco años más tarde.
El mismo año Walter Glover se declaró en bancarrota y los copyright de las obras de Norton, que le pertenecían, pasaron a pertenecer al Official Receiver in Bankruptcy, tardaron casi treinta años, en 1981, para devolverlos a sus legítimos poseedores. Afortunadamente pudo publicar en 1982, en una atmósfera más liberal y permisiva.
En 1984, Walter Glover publicó una edición limitada llamada Supplement to the Art of Rosaleen Norton, una colección de cuidadas fotografías en color de 48 de sus obras. Así, a pesar de la censura y el puritanismo del público australiano de 1940 a 1970, finalmente las obras de Norton son ofrecidas sin censura a cualquier lector.
Durante 1960 corrían rumores de que Rosaleen era la líder de un círculo de brujas y brujos en Kings Cross, y aparecía con frecuencia en la prensa amarilla. La gente que la conoció en ese periodo la recuerdan con cariño y se refieren a ella como una persona muy educada y amable, todo lo contrario que el demonio pintado por la prensa.

## Prohibición y muerte
En 1974, el Reverendo Marcus Loane, el Arzobispo anglicano de Sídney, llevó a cabo una Comisión de Investigación (una especie de Inquisición) contra el ocultismo. Este fue, que se tengan noticias, sólo el segundo acto de inquisición en un país protestante desde la Edad Media.[cita requerida] La Comisión concluyó, entre otras noticias sensacionalistas, que “el ocultismo y el satanismo eran las más siniestras de las locuras y estupideces modernas” y que “el ocultismo le daba a la pornografía una excusa religiosa para poder trabajar en ella”. Recomendaron que la ley aprobase la prohibición de los tableros de ouija, las cartas del Tarot, y similares. Esto dio a la prensa amarilla más titulares dramáticos y sensacionalistas pero, en los años en los que murió el furor inicial, Rosaleen continuó viviendo una vida tranquila y reservada.
Murió en 1979 de cáncer de colon en la Roman Catholic Sacred Hearts Hospice for the Dying, en Sídney, hasta el último momento adorando a Pan, siendo una pagana hasta su muerte. Poco antes de morir se sabe que dijo: “I came into the world bravely; I’ll go out bravely.”

## Obras editadas
- The Art of Rosaleen Norton with poems by Gavin Greenlees. Walter Glover, Sydney. 1952. 2nd edition: Walter Glover, Bondi Beach. 1982. ISBN 0-9593077-0-2.
- Supplement to: The Art of Rosaleen Norton (1982 Edition) with poems by Gavin Greenlees. Walter Glover, Bondi Beach, N.S.W. 1984. ISBN 0-9593077-1-0.
- Pan's Daughter: The Strange World of Rosaleen Norton. Nevill Drury. Collins Australia. 1988. ISBN 073220008.

## Documental
En 2020, se estrenó el documental The Witch of Kings Cross, dirigido por Sonia Bible, donde se explora la vida y obra de Norton, así como la subcultura ocultista de Sídney en los años 50.